# Cutir-Nacunte III
Cutir-Nacunte III ou Cudurnacunte III (Kutir-Nahhunte III) foi rei de Elão, que reinou no Século XII a.C.. Ele sucedeu a seu pai Sutruque-Nacunte.

## Biografia
As crônicas dizem sobre o rei elamita: 
| “ | Aquele cujos crimes foram ainda maiores que os de seus pais e seus pecados, ainda mais graves que os deles. O novo rei organizou uma espécie de ocupação permanente da Babilônia, que levou à cristalização de vários bolsões de resistência, sob o comando unificado de Enlilnadinaque, o último rei da Dinastia cassita. | ” |

A resistência nacionalista oferecida por esse povo, que se permitiu ser conquistado sem muito esforço, desencadeou a raiva de Cutir-Nacunte. Mais uma vez, as crônicas registram o fato:
| “ | E varreram toda a população da Acádia, como se fosse o dilúvio. Ele transformou a Babilônia e os famosos locais de culto em uma pilha de ruínas. [...] | ” |

Então, Cutir-Nacunte capturou o rei cassita Enlilnadinaque e levou-o para Elão, onde marcou o fim da Dinastia cassita, e o deus Marduque foi novamente exilado. 
Cutir-Nacunte III não teve herdeiros, e então foi sucedido por seu irmão Silaque-Insusinaque.